# Marcel Dupré
Pour les articles homonymes, voir Dupré.
Marcel Dupré, né à Rouen le 3 mai 1886 et mort à Meudon (Hauts-de-Seine) le 30 mai 1971, est un organiste, improvisateur, pédagogue et compositeur français.

## Biographie
Son père, Aimable Albert Dupré, qui deviendra en 1911 titulaire des grandes orgues de l’église abbatiale Saint-Ouen à Rouen, commence très tôt la formation musicale de son fils. La famille est musicienne : son grand-père maternel, Étienne Pierre Chauvière, doué d’une magnifique voix de basse, fait une carrière théâtrale et devient maître de chapelle de Saint-Patrice de Rouen. Sa mère, Marie-Alice Dupré-Chauvière, est pianiste et violoncelliste de talent. L’enfant bénéficie ainsi d’une influence familiale sur sa vocation. À l’âge de quatre ans, il est atteint d’ostéomyélite et doit subir l’ablation de la clavicule droite et garder le lit pendant plus de six mois.
En 1894, à huit ans, Marcel Dupré joue en public, pour l’inauguration d’un orgue de chœur à Elbeuf, le Prélude en mi mineur de Jean-Sébastien Bach. Il commence à travailler avec Alexandre Guilmant en 1897 à Meudon et l’année suivante, à onze ans, il devient titulaire du grand orgue de Saint-Vivien à Rouen. En 1902, il entre au Conservatoire de Paris dans la classe de piano de Louis Diémer et, en 1905, il obtient un premier prix de piano.
En 1906, Charles-Marie Widor le désigne comme son suppléant au grand orgue de l’église Saint-Sulpice. Dès son premier concours en 1907, il décroche le premier prix d’orgue dans la classe d’Alexandre Guilmant. En 1909, il obtient un premier prix de fugue dans la classe de Charles-Marie Widor, et enfin, le 4 juillet 1914, la cantate Psyché Op. 4 lui vaut le Premier Grand Prix de Rome. La guerre l’empêche cependant d’aller séjourner à la Villa Médicis.
En 1907, à la suite d’un accident (il a planté sa main dans une porte vitrée), sa main droite est immobilisée pendant plus d’un mois. Avec beaucoup d’imagination, il s’exerce à perfectionner son jeu de pieds par des exercices très complexes. Étant inapte au service militaire, il reste à Paris et écrit Quatre motets Op. 9 dont la première audition est donnée à Rouen en 1917 ; il compose cette même année, un De profundis pour soli, chœurs et orchestre Op. 17 qui ne sera exécuté qu’en 1924 à Paris sous la direction de Paul Paray.

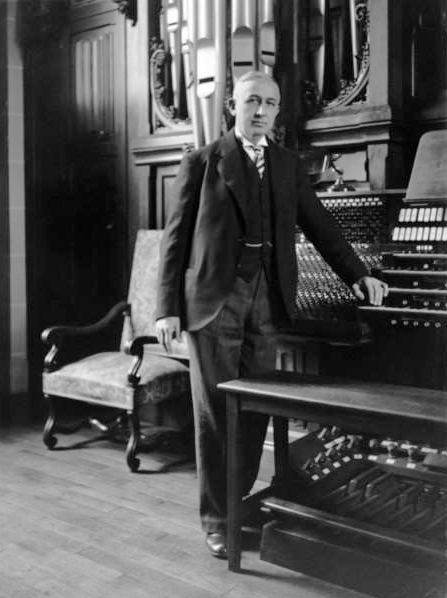
Marcel Dupré devant son orgue à Meudon en 1938

Dès 1920, il présente au Conservatoire de Paris l’audition intégrale de mémoire, des œuvres pour orgue de Bach en dix récitals ; cet exploit est renouvelé l’année suivante au palais du Trocadéro. En 1921, il fait ses débuts à New York. À Philadelphie, il joue 18 récitals sur les orgues monumentales de Wanamaker. Deux ans de suite, il revient aux États-Unis pour donner 94 récitals en 1922 et 110 en 1923. En 1929, il donne le récital dédicatoire du « Barton » du Chicago Stadium et déclare « ... Ce fut comme si le plus ardent amoureux de chocolat était jeté dans une piscine remplie de chocolat ... ». Sa renommée ne cesse de grandir jusqu’en 1939, il fait le tour du monde donnant 40 concerts en Australie et 60 aux États-Unis et au Canada, dont l’intégrale Bach à Montréal. En 1925, il s’installe à Meudon et l'année suivante, à la mort de Gigout, est nommé professeur d’orgue au Conservatoire de Paris où il enseignera jusqu’en 1954. Après de nombreuses années comme suppléant (depuis 1906), Dupré succède à Widor en 1934 comme titulaire du grand orgue de Saint-Sulpice, poste qu’il occupe jusqu’à sa mort, le dimanche de la Pentecôte de 1971. En 1947, il assure les fonctions de directeur général du Conservatoire américain de Fontainebleau. 
Avez-vous été tenté par l'orgue, vous que l'orchestre inspirait tant au piano ?
Beaucoup. Je me suis lié d'amitié avec plusieurs organistes, comme Jean Guillou, ou Marcel Dupré qui m'acceptait à sa console tous les dimanches et m'invitait ensuite à déjeuner avec lui à Meudon. Dupré et moi avons prêté nos mains à Pierre Fresnay dans les scènes musicales du film d'André Haguet, Il est minuit docteur Schweitzer, où Jeanne Moreau tient le rôle féminin. Dupré m'a montré l'art des registrations. j'ai surtout admiré son travail de doigtés et de substitutions, qui sont fondamentaux pour la conduite de la ligne et le legato. 

Entretien rentre Frédéric Gaussin et Raymond Trouard, réalisé en 2008 
Pendant deux ans, de 1954 à 1956, Marcel Dupré dirige le Conservatoire national de musique à Paris. En 1954, il est également élu à l'Académie des beaux-arts, où il succède à Marcel Samuel-Rousseau.
L'épouse de Marcel Dupré, Jeanne Claire Marguerite (née Pascouau), meurt en 1978. Les deux époux reposent ensemble au cimetière des Longs Réages à Meudon (section D/0814).

### Œuvre
Marcel Dupré a beaucoup écrit pour l’orgue seul. Pour orgue et orchestre, on trouve une Symphonie en sol mineur (1927-1928) Op. 25 et un Concerto en mi mineur (1934) Op. 31. Pour jouer avec sa fille Marguerite Tollet, excellente pianiste, il compose  Une Ballade (1932) Op. 30 et une Sinfonia (1946) Op. 42 pour piano et orgue. Dans le domaine de la musique de chambre, on lui doit : Sonate pour violon et piano, Op. 5 (1909) ; Cantilène et Légende pour violoncelle et piano (1916) Op. 13 ; Berceuse enfantine pour les mêmes instruments (1916) ; deux recueils de mélodies À l’amie perdue Op. 11 ; sept mélodies orchestrales (1911) ; Marquise, Les Deux Sœurs et Deux Chansons de Bilitis (1943). Un grand oratorio, La France au Calvaire pour soli, chœurs, orchestre et orgue, Op. 49, sur un poème de René Herval, exécuté le 25 juin 1956 pour l’inauguration de la réouverture de la cathédrale de Rouen.
Il publie également de nombreux ouvrages didactiques : un Traité d’improvisation à l’orgue (1924), une Méthode d’orgue (1927), un Cours d’harmonie, contrepoint et fugue (1938) et de monumentales éditions minutieusement doigtées et commentées de l’œuvre pour orgue de Bach en 12 volumes (1938), des seize concertos de Haendel, des œuvres pour orgue de Mendelssohn, Schumann, Liszt et César Franck.

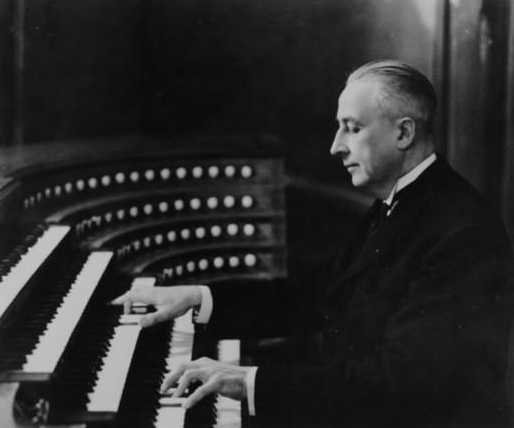
Marcel Dupré au grand orgue de l'église Saint-Sulpice à Paris

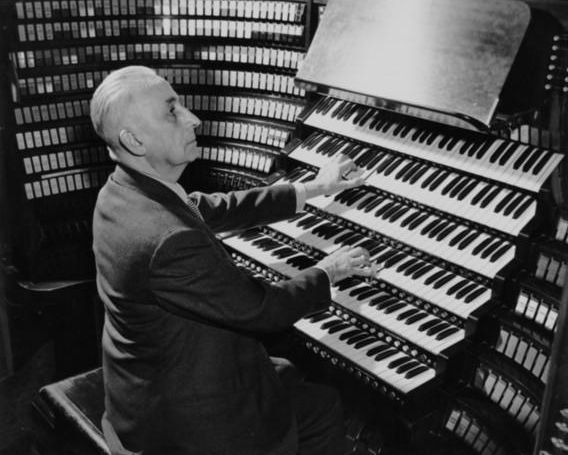
Marcel Dupré au grand Wanamaker Grand Court Organ de Philadelphie

René Dumesnil écrit[réf. souhaitée] : « Son œuvre est considérable, mais ce n’est pas seulement aux ouvrages publics qu’il doit une réputation universelle : son talent d’improvisateur fut reconnu en tous lieux du monde, pour l’un des plus extraordinaires dont un musicien ait été doué, et l’on a souvent regretté que cette musique édifiée sur un thème donné se soit évanouie à mesure qu’elle naissait. »

## Décorations
- Commandeur de la Légion d'honneur (1948)[5], officier en 1935, chevalier en 1923.
- Officier de l'ordre de Léopold (Belgique)[6]
- Commandeur de l'ordre de Saint-Grégoire-le-Grand
- Médaille Vermeil de la Ville de Paris.

## Honneurs
- Docteur Honoris Causa de l'Institut Pontifical Grégorien de Rome (1953).
- Fauteuil II, Section V de l'Académie des Beaux-Arts de l'Institut de France (1954).

## Compositions

### Toutes les œuvres avec numéro d’opus
- Op. 1 – Les Normands pour chœur et orchestre (1911)
- Op. 2 – Élévation en si bémol majeur pour orgue ou harmonium (1912)
- Op. 3 – Le Glaive pour soprano et orchestre (1914)
- Op. 4 – Psyché pour voix et orchestre (1914) - cantate du Prix de Rome
- Op. 5 – Sonate en sol mineur pour violon et piano (1909)
- Op. 6 – Quatre Mélodies pour voix et piano (1913)
- Op. 7 – Trois Préludes et Fugues pour orgue (1912) : no. 1 en si majeur, no. 2 en fa mineur, no. 3 en sol mineur
- Op. 8 – Fantaisie en si mineur pour piano et orchestre (1912)
- Op. 9  – Quatre Motets pour voix et deux orgues (1916) : O salutaris hostia – Ave Maria – Tantum ergo – Laudate
- Op. 10 – Deux Pièces pour clarinette et piano (1917)
- Op. 11 – À l’amie perdue, sept mélodies sur des poèmes de A. Angellier, pour voix et piano (1911)
- Op. 12 – Six Préludes pour piano (1916)
- Op. 13 – Deux Pièces pour violoncelle et piano (1916)
- Op. 14 – Marche militaire pour piano (1915) ; version pour orchestre
- Op. 15 – Orientale pour orchestre (1916)
- Op. 16 – Scherzo pour orgue (1919)
- Op. 17 – De Profundis pour solistes, chœur et orchestre (1917)
- Op. 18 – Fifteen Pieces Founded on Antiphons (15 Versets pour les Vêpres du Commun des Fêtes de la Sainte Vierge - Magnificat) pour orgue (1919)
- Op. 19 – No. 1 Quatre pièces pour piano (1921)
- Op. 19 – No. 2 Cortège et Litanie pour orgue et orchestre (1925) ; version pour orgue seul (1923)
- Op. 20 – Variations sur un noël pour orgue (1922)
- Op. 21 – Suite Bretonne pour orgue (1923) : Berceuse – Fileuse – Les Cloches de Perros-Guirec
- Op. 22 – Variations en do dièse mineur pour piano (1924)
- Op. 23 – Symphonie-Passion pour orgue (1924) : Le monde dans l’attente du Sauveur – Nativité – Crucifixion – Résurrection
- Op. 24 – Lamento pour orgue (1926)
- Op. 25 – Symphonie en sol mineur pour orgue et orchestre (1927)
- Op. 26 – Deuxième Symphonie pour orgue (1929) : Preludio – Intermezzo – Toccata
- Op. 27 – Sept Pièces pour orgue (1931) : Souvenir – Marche – Pastorale – Carillon – Canon – Légende – Final
- Op. 28 – Seventy-Nine Chorales pour orgue (1931)
- Op. 29 – Le Chemin de la Croix pour orgue (1932) accompagné d'un texte de Paul Claudel
- Op. 30 – Ballade pour orgue et piano (1932)
- Op. 31 – Concerto en mi mineur pour orgue et orchestre (1934)
- Op. 32 – Trois Élévations pour orgue (1935) : no 1. en mi majeur, no. 2 en la mineur, no 3. en sol majeur
- Op. 33 – Poème héroïque pour orgue, cuivres et percussion (1935) ; version pour orgue seul
- Op. 34 – No. 1 Ave verum pour solistes, chœur, orgue et orchestre (1917)
- Op. 34 – No. 2 Angélus pour orgue (1936)
- Op. 35 – Variations sur deux thèmes pour orgue et piano (1937)
- Op. 36 – Trois Préludes et Fugues pour orgue (1938) : no. 1 en mi mineur, no. 2 en la bémol majeur, no. 3 en do majeur
- Op. 37 – Évocation, poème symphonique pour orgue (1941) : I. Moderato – II. Adagio con tenerezza – III. Allegro deciso
- Op. 38 – Le Tombeau de Titelouze pour orgue (1942) : 16 pièces sur des thèmes grégoriens
- Op. 39 – Suite pour orgue (1944) : Allegro agitato – Cantabile – Scherzando – Final
- Op. 40 – Offrande à la Vierge pour orgue (1944) : Virgo mater – Mater dolorosa – Virgo mediatrix
- Op. 41 – Trois Esquisses pour orgue (1945) : no.1 en do majeur, no. 2 en mi mineur, no. 3 en si bémol mineur
- Op. 42 – Sinfonia pour orgue et piano (1946)
- Op. 43 – Paraphrase on the Te Deum pour orgue (1945)
- Op. 44 – Vision, poème symphonique pour orgue (1947)
- Op. 45 – Eight Short Preludes on Gregorian Themes pour orgue (1948)
- Op. 46 – Miserere Mei pour orgue (1948)
- Op. 47 – Psaume XVIII, poème symphonique pour orgue (1949)
- Op. 48 – Six Antiennes pour le Temps de Noël pour orgue (1952) : Ecce Dominus veniet – Omnipotens sermo tuus – Tecum principium – Germinavit radix Jesse – Stella ista – Lumen ad revelationem
- Op. 49 – La France au Calvaire, oratorio pour solistes, chœur, orgue et orchestre (1953)
- Op. 50 – Vingt-Quatre Inventions pour orgue (1956)
- Op. 51 – Triptyque pour orgue (1957) : Chaconne – Musette – Dithyrambe
- Op. 52 – Quatuor pour violon, alto, violoncelle et orgue (1958)
- Op. 53 – Deux motets pour soprano et chœur (1958) : Memorare, o piissima Virgo – Alma Redemptoris Mater
- Op. 54 – Nymphéas pour orgue (1959) : Rayons – Brumes – Les Fleurs – Temps Lourds – Brises – Nocturne – Aube – Vapeurs Dorées (inédit, composé pour l’orgue de Meudon)
- Op. 55 – Trio pour violon, violoncelle et orgue (1960)
- Op. 56 – Annonciation, deux méditations pour orgue (1961)
- Op. 57 – Choral et Fugue pour orgue (1962)
- Op. 58 – Trois Hymnes pour orgue (1963) : Matines – Vêpres – Laudes
- Op. 59 – Two Chorales pour orgue (1963) : Freu dich sehr, o meine Seele – Liebster Immanuel, Herzog der Frommen
- Op. 60 – Sonate en la mineur pour violoncelle et orgue (1964)
- Op. 61 – In Memoriam, six pièces pour orgue «à ma fille» (Marguerite) (1965) : Prélude – Allegretto – Méditation – Quodlibet – Ricercare – Postlude
- Op. 62 – Entrée, Canzona et Sortie pour orgue (1967)
- Op. 63 – Quatre Fugues Modales pour orgue (1968) : Dorien – Phrygien – Locrien - Ionien
- Op. 64 – Regina Cœli pour orgue (1969)
- Op. 65 – Vitrail pour orgue (1969)
- Op. 65 bis – Souvenir pour orgue (1965)

### Les œuvres sans numéro d’opus
- Prière en sol majeur pour orgue (1895)
- Fugue en do majeur pour orgue (1895)
- La Fleur pour voix et piano (1897)
- Oudlette dans le Puits pour voix et piano (1898)
- Menuet pour piano, violon et violoncelle (1898)
- Marche des Paysans pour piano (1898)
- Barcarolle pour piano (1899)
- Canon pour piano (1899)
- Danse du Tambourin pour piano (1899)
- Valse en do dièse mineur pour piano (1900)
- Fugue en fa majeur (1900)
- Fugue en la mineur pour orgue (1901)
- Sonate (allegro) en do majeur, trio (1901)
- Le songe de Jacob, cantate (1901)
- Pièce caractéristique pour piano (1902)
- Cantique de Jean Racine (1912)[7]
- Agnus Dei (1915) arrangement Tobias Frank pour soprano et orgue
- Berceuse enfantine pour violoncelle et piano (1916)
- Tantum ergo (1938)
- Mélodies : Marquise, Les deux sœurs, Deux chansons de Bilitis (1943)
- Épithalame pour orgue (1948)
- Variations sur «Il est né le divin Enfant» (offertoire) pour orgue (1948)
- Méditation pour orgue (1966)
- Résonances pour orgue et orchestre (1943) prévue à l'origine pour 18 solistes. Première exécution en 2019[8].

### Orgue seul
- Élévation op. 2 (1911?) pour orgue ou harmonium
- Trois Préludes et Fugues op. 7 (1912)
- Scherzo op. 16 (1919)
- 15 Versets pour les Vêpres du Commun des Fêtes de la Sainte Vierge op. 18 (1920)
- Cortège et Litanie op. 19 No. 2 (1921)
- Variations sur un noël op. 20 (1922)
- Suite Bretonne op. 21 (1923) : I. Berceuse - II. Fileuse - III. Les Cloches de Perros Guirec
- Symphonie-Passion en ré mineur op. 23 (1924)
- Lamento op. 24 (1926)
- Deuxième Symphonie en do dièse mineur op. 26 (1929): 1. Prélude - 2. Intermezzo - 3. Toccata
- Sept Pièces op. 27 (1931) : 1. Souvenir - 2. Marche - 3. Pastorale - 4. Carillon - 5. Canon - 6. Légende - 7. Final
- 79 Chorales op. 28 (1931)
- Le Chemin de la croix op. 29 (1931)
- Trois Élévations op. 32 (1935)
- Angélus op. 34 No. 1 (1936)
- Trois Préludes et Fugues op. 36 (1938)
- Évocation op. 37 (1941)
- Le Tombeau de Titelouze op. 38 (1942) : 16 chorals sur des hymnes liturgiques
- Suite op. 39 (1944)
- Offrande à la Vierge op. 40 (1944)
- Trois Esquisses op. 41 (1945)
- Paraphrase sur la Te Deum op. 43 (1945)
- Vision op. 44 (1947)
- Huit préludes sur des thèmes grégoriens op. 45 (1948)
- Épithalame sans opus (1948)
- Miserere Mei op. 46 (1948)
- Psaume XVIII op. 47 (1949)
- Six Antiennes pour le Temps de Noël op. 48 (1952)
- Vingt-quatre Inventions op. 50 (1956)
- Triptyque op. 51 (1957) : I. Chaconne - II. Musette - III. Dithyrambe
- Nymphéas op. 54 (1959)
- Annonciation  op. 56 (1961)
- Choral et Fugue op. 57 (1962)
- Trois Hymnes op. 58 (1963)
- Deux Chorales op. 59 (1963)
- In Memoriam op. 61 (1965)
- Méditation sans opus (1966)
- Entrée, Canzona et Sortie op. 62 (1967)
- Quatre Fugues Modales op. 63 (1968)
- Regina Coeli op. 64 (1969)
- Vitrail op. 65 (1969)
- César Franck - Morceau symphonique de «Rédemption» arrangé pour orgue

### Ouvrages pédagogiques
- Traité d’improvisation à l’orgue (1926)
- Méthode d’orgue (1927)
- Cours d’harmonie analytique (1936)
- Données élémentaires d’acoustique (1937)
- Exercices préparatoires à l’improvisation libre (1937)
- Manuel d’accompagnement du plain-chant grégorien (1937)
- Cours de contrepoint (1938)
- Cours de fugue (1938)

### Écrits
- Marcel Dupré raconte... , Paris, Bornemann, 1972.
- Facture d'orgue, Paris, AAAMD, 1982.
- Philosophie de la Musique (1946), Tournai, Collegium Musicum, 1984.
- Projet d'école de facture d'orgue, Les cahiers Marcel Dupré, vol. I, Tournai, Collegium Musicum, 1986.
- L'orgue de demain, Les cahiers Marcel Dupré, vol. II, Tournai, Collegium Musicum, 1990.
- Conservatoire de Paris : répertoire, examens, concours de la classe d'orgue (1926-1954), Les cahiers Marcel Dupré, vol. I, Tournai, Collegium Musicum, 1986.

## Quelques élèves illustres
Françoise Aubut, Jehan Alain, Marie-Claire Alain, Jean Bonfils, Suzanne Chaisemartin, Michel Chapuis, Marie-Madeleine Chevalier-Duruflé, Jean Costa, Pierre Cochereau, Jeanne Demessieux, Rolande Falcinelli, André Fleury, Virgil Fox, Bernard Gavoty, Marie-Louise Girod, Jean Guillou, Jean-Jacques Grünenwald, Jeanne Joulain, Pierre Labric, Jean Langlais, Marcel Lanquetuit, Gaston Litaize, Olivier Messiaen, Odile Pierre, Noëlie Pierront, Henriette Puig-Roget, Antoine Reboulot, Françoise Renet, Henry Ryder, Pierre Segond, Luigi Ferdinando Tagliavini, Pierre Vidal, Jean Dattas

## Discographie
Coffret de l'Intégrale des enregistrements pour le label Mercury Living Presence (10 CD) 2016 - Association des amis de l'art de Marcel Dupré, comprenant la Symphonie no 3 de Camille Saint-Saëns avec le Detroit Symphony Orchestra sous la direction de Paul Paray, des œuvres de Jean-Sébastien Bach, de Marcel Dupré, Olivier Messiaen, Charles-Marie Widor et César Franck.

### Pièces d’orgue en vidéo
- YouTube Esquisse op. 41 no 3 par Jean-Baptiste Robin
- YouTube Prélude et fugue en si majeur op. 7 no 1 par Joseph Ripka à St-Sulpice.
- YouTube Prélude en fa mineur op. 7 no 2 par Olivier Latry.
- YouTube Fugue en fa mineur op. 7 no 2 par Olivier Latry.
- YouTube Prélude et Fugue en sol mineur op. 7 no 3 par Carlo Curley.
- YouTube Fugue en sol mineur op. 7 no 3 par Raul Prieto Ramirez.
- YouTube Magnificat I, extrait des 15 Pièces op. 18 par Neal Biggers.
- YouTube Cortège et Litanie op. 19 no 2 par Marcel Dupré.
- YouTube Variations sur un noël op. 20, 1re partie, par Giuseppe Raccuglia.
- YouTube Variations sur un noël op. 20, 2e partie, par Giuseppe Raccuglia.
- YouTube Symphonie-Passion op. 23 , 1er mouv. par Emmanuelle Henry.
- YouTube Symphonie-Passion op. 23 , 4e mouv. par Sophie-Véronique Cauchefer-Choplin.
- YouTube Carillon, extrait des 7 Pièces op. 27 par Marcel Dupré.
- YouTube In Dulci Jubilo, extrait des 79 Chorals op. 28 par Neal Biggers.
- YouTube Élévation op. 32 no 1, par Alison Luedecke.
- YouTube Prélude op. 36 no 1, par Marcel Dupré.
- YouTube Prélude et fugue op. 36 no 2, par Marcel Dupré.
- YouTube Prélude et fugue op. 36 no 2, par Martin Bacot.
- YouTube Prélude et fugue op. 36 no 3, par Marcel Dupré.
- YouTube Paraphrase sur le Te Deum op. 43 par Philippe Delacour.
- YouTube Lumen ad revelationem, no 6 des Six antiennes pour le temps de Noël op. 48, par Rick Berg.
- YouTube Improvisation de Paolo Oreni sur l’orgue personnel de Marcel Dupré à Meudon.

#### Bases de données et dictionnaires
- Ressources relatives à la musique :   - International Music Score Library Project
  - AllMusic
  - Carnegie Hall
  - Discography of American Historical Recordings
  - Discogs
  - Grove Music Online
  - MGG Online
  - MusicBrainz
  - Muziekweb
  - Répertoire international des sources musicales
  - Songkick
- Ressources relatives à la recherche :   - Académie royale de Belgique
  - La France savante
  - Isidore
- Ressources relatives aux beaux-arts :   - Académie des beaux-arts
  - AGORHA
- Ressource relative à la vie publique :   - base Léonore
- Ressource relative à l'audiovisuel :   - IMDb
- Notices dans des dictionnaires ou encyclopédies généralistes :   - Britannica
  - Brockhaus
  - Den Store Danske Encyklopædi
  - Deutsche Biographie
  - Enciclopedia De Agostini
  - Gran Enciclopèdia Catalana
  - Hrvatska Enciklopedija
  - Internetowa encyklopedia PWN
  - Nationalencyklopedin
  - Proleksis enciklopedija
  - Store norske leksikon
  - Treccani
  - Universalis
- Notices d'autorité :   - VIAF
  - ISNI
  - BnF (données)
  - IdRef
  - LCCN
  - GND
  - Japon
  - CiNii
  - Espagne
  - Belgique
  - Pays-Bas
  - Pologne
  - Israël
  - NUKAT
  - Suède
  - Vatican
  - Norvège
  - Tchéquie
  - WorldCat